# Puccinellia coreensis
Puccinellia coreensis är en gräsart som beskrevs av Masaji Masazi Honda. Puccinellia coreensis ingår i släktet saltgrässläktet, och familjen gräs. Inga underarter finns listade i Catalogue of Life.